# AccuWeather
A AccuWeather é uma empresa estadunidense que presta serviços comerciais de previsão do tempo em todo o mundo.
Foi fundada em 1962 por Joel N. Myers, um estudante da Universidade Estadual da Pensilvânia, que, nesse momento, trabalhava em um bacharelado em meteorologia. Seu primeiro cliente foi uma empresa de gás na Pensilvânia. Enquanto dirigia sua empresa, Myers tornou-se membro da Faculdade de Meteorologia da sua universidade. A companhia adotou o nome de AccuWeather em 1971.
A sede central da AccuWeather está localizada em State College, Pensilvânia, mas também conta com escritórios no Severe Weather Center em Wichita, Kansas, mas também possui escritórios no 7 World Trade Center em Nova Iorque, Pequim, Dublin, Montreal, Mumbai, Oklahoma City, Seul e Tóquio. Em 2006, a AccuWeather adquiriu a WeatherData, Inc. de Wichita, Kansas.